# アンジェロ (タレント)
アンジェロ（Angelo、1981年1月10日 - ）は、外国人タレント。アメリカ・ニューヨーク出身｡

## 人物
バラエティ番組中心に、陽気なキャラクターで人気を博す。『7つの海を楽しもう!世界さまぁ〜リゾート』（TBSテレビ）での番組冒頭では「ポポポポポポポーーウ！！」「レッツゴーベイビー！！！」が口癖｡

## 出演
- 7つの海を楽しもう!世界さまぁ〜リゾート（TBS、2013年 - ）※現レギュラー
- 5時に夢中（東京MX）黒船特派員  活動期不明。